# Ryosuke Tone
Ryosuke Tone (刀根 亮輔 Tone Ryōsuke?, Kitakyushu, Fukuoka, 29 de octubre de 1991) es un exfutbolista japonés que jugaba como defensa.

## Trayectoria

### Clubes
| Club                      | País  | Año       |
| ------------------------- | ----- | --------- |
| Oita Trinita              | Japón | 2010-2011 |
| Tokyo Verdy               | Japón | 2012-2013 |
| Nagoya Grampus            | Japón | 2014-2015 |
| V-Varen Nagasaki (cedido) | Japón | 2015      |
| Giravanz Kitakyushu       | Japón | 2016-2017 |
| Oita Trinita              | Japón | 2018-2023 |